# Делёж добычи
«Делёж добы́чи» (англ. spoils system) — практика продвижения и найма правительственных служащих, когда победившие на выборах президент или партия формируют состав государственных органов из своего окружения и своих сторонников. При такой системе во власть допускаются только хорошо знакомые «политической элите» люди, связанные круговой порукой. Является противоположностью системы заслуг.
Назначения по партийному признаку почти не практиковались первыми шестью президентами США. И лишь Эндрю Джексон, занимавший президентский пост в 1829—1837 годах, в полной мере воспользовался преимуществами пребывания у власти, заменив 919 служащих почтового ведомства. За обычаем партийных назначений утвердилось наименование spoils system — «дележ добычи». Его автор, губернатор штата Нью-Йорк Уильям Л. Марси, впоследствии военный министр и госсекретарь, выступил в 1832 году с апологией такой практики, заявив, «что ничего нет ложного в правиле, что победителю принадлежит добыча (spoils of the enemy)».
В 1883 году, спустя два года после убийства президента Джеймса Гарфилда человеком, безуспешно добивавшимся назначения на дипломатические посты, Конгресс принял Закон о гражданской службе, известный как закон Пэндлтона, который фактически «отменил» систему добычи и сделал систему заслуг обычной практикой.